# Morvern

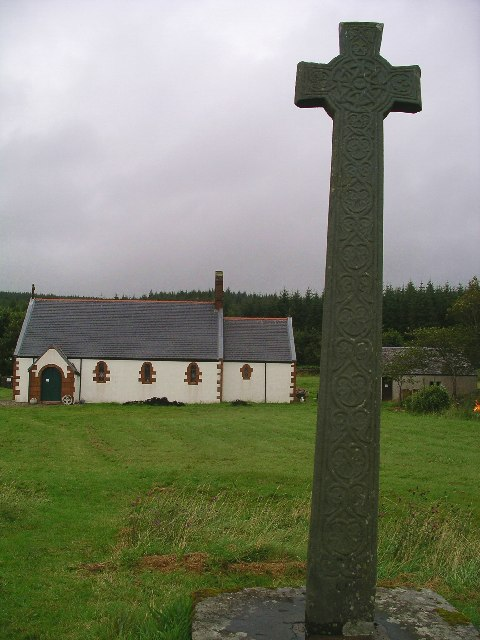
Die Kiel-Kirche und das Morvern-Kreuz bei Lochaline; Kiel kommt von Cille Choluimchille, Kirche von St. Columba

Morvern ist eine Halbinsel im südwestlichen Lochaber, Westschottland. Der Name kommt vom gälischen A’ Mhorbhairne (die Meereslücke), da die Halbinsel bis auf den Norden, wo sie an Sunart grenzt, vollständig vom Meer umgeben ist. Der höchste Punkt ist der Creach Bheinn, der 850 Meter erreicht.
Morvern ist etwa 650 km² groß und hat rund 320 Einwohner.

## Geschichte
Morvern war früher als Kinelvadon bekannt, was William J. Watson auf Cineal Bhaodain zurückführt, entsprechend der Regionalbezeichnung Cenél Báetáin, nach Báetán, einem möglichen Nachfahren Loarn mac Eircs, einem legendären schottischen König. Der mittelalterliche Text Senchus fer n-Alban gibt an: „Baotan hat zwanzig Häuser“.
Ardtornish Castle befand sich im 12. Jahrhundert im Besitz des MacDonald-Stammvaters Somerled und später des Lord of the Isles, was Walter Scott in einem gleichnamigen Gedicht von erwähnt. Heute ist es eine Ruine. Kinlochaline Castle war einst der Sitz des MacInnes-Clans. Es wurde von der Armee Oliver Cromwells weitgehend zerstört und 1890 wieder aufgebaut.
Vor den Highland Clearances betrug die Bevölkerung Morverns etwa 2500.
Philip Gaskell schildert die Geschichte der Gemeinde Morvern im 19. Jahrhundert in seinem Buch Morvern Transformed. Bei der Evakuierung von St. Kilda 1930 wurden einige Bewohner nach Lochaline, dem Hauptort Morverns, gebracht.

## Heute
Erschlossen wird die Halbinsel hauptsächlich über die lediglich als Single track road ausgebaute A884, die bei Strontian von der A861 abzweigt. Von Lochaline aus fahren Fähren zum Fährterminal Fishnish auf der Isle of Mull. In Rahoy gibt es eine Rotwildfarm, die von der schottischen Regierungsagentur für wirtschaftliche Entwicklung in den dünnerbesiedelten Gebieten unterstützt wird. Die Morvern Community Development Company, der lokale Development Trust, wurde 1999 gegründet. Sie will bessere Arbeitsmöglichkeiten, besonders für junge Menschen, und ein Windenergieprojekt schaffen.
Im Dezember 2008 wurde die Schließung der Siliciumdioxidmine in Lochaline angekündigt, bei der elf Arbeitsplätze verloren gingen.